# Short Mayo Composite
El Short Mayo Composite fue una combinación de hidroavión e hidrocanoa de largo alcance, producida por Short Brothers para proporcionar un servicio fiable de transporte aéreo de largo alcance hacia América del Norte y, potencialmente, a otros lugares distantes del Imperio Británico y la Commonwealth.

## Desarrollo
Short Brothers había construido los hidrocanoas Empire, que eran capaces de operar rutas de largo alcance en el Imperio Británico, pero sólo podían intentar la ruta transatlántica reemplazando el espacio para pasajeros y transporte de correo con combustible adicional.
Se sabía que los aviones podían mantener el vuelo con una carga útil mayor que la posible durante el despegue. El comandante Robert Mayo, director técnico general de Imperial Airways, propuso montar un pequeño hidroavión de largo alcance encima de un avión de transporte más grande, utilizando la potencia combinada de ambos para llevar el avión más pequeño a la altura operativa, momento en el que los dos aviones se separarían; el avión de transporte regresaría a la base, mientras el otro volaría hacia su destino. El Ministerio del Aire británico emitió la Especificación "13/33" para cubrir este proyecto.

## Diseño
El proyecto compuesto Short-Mayo, codiseñado por Mayo y el diseñador jefe de Shorts, Arthur Gouge, comprendía el Short S.21 Maia (G-ADHK), que era una variante del hidrocanoa Short Empire "C-Class", equipado con un caballete o pilón en la parte superior del fuselaje para soportar al Short S.20 Mercury (G-ADHJ).
Aunque en general era similar al hidrocanoa Empire, el Maia difería considerablemente en los detalles: los lados del casco estaban ensanchados y tenían un "recogimiento de costados" en lugar de ser verticales como en el Empire, para aumentar la superficie de planeo (necesaria para los mayores pesos de despegue); superficies de control más grandes; un aumento en el área total del ala de 140 m2  a  163 m2; los motores se montaron más lejos de la raíz alar para evitar los flotadores del Mercury y el fuselaje trasero se levantó para elevar el plano de cola en relación con el ala. Al igual que los hidrocanoas Empire, el Maia podría equiparse para transportar a 18 pasajeros. El Maia voló por primera vez (sin el Mercury) el 27 de julio de 1937, pilotado por el piloto de pruebas jefe de Shorts, John Lankester Parker.
El componente superior, el Mercury, era un hidroavión de cuatro motores y doble flotador tripulado por un solo piloto y un navegante, que se sentaban en tándem en una cabina cerrada. Podría transportar 450 kg de correo y 5500 l de combustible. Los controles de vuelo, a excepción de los compensadores del elevador y del timón, estaban bloqueados en punto neutro hasta la separación. El primer vuelo del Mercury, también pilotado por Parker, tuvo lugar el 5 de septiembre de 1937.
El mecanismo que mantenía unidos a los dos aviones permitía un pequeño grado de movimiento. Unas luces indicaban cuándo el componente superior estaba en equilibrio longitudinal para poder ajustar el compensador antes de la suelta. Los pilotos podían entonces desbloquear sus respectivos bloqueos. En este punto, los dos aviones permanecieron unidos por un tercer bloqueo que se abría automáticamente a 13 000 N (3000 lbf). El diseño era tal que, en la separación, el Maia tendía a caer mientras que Mercurio ascendía.

## Historia operacional

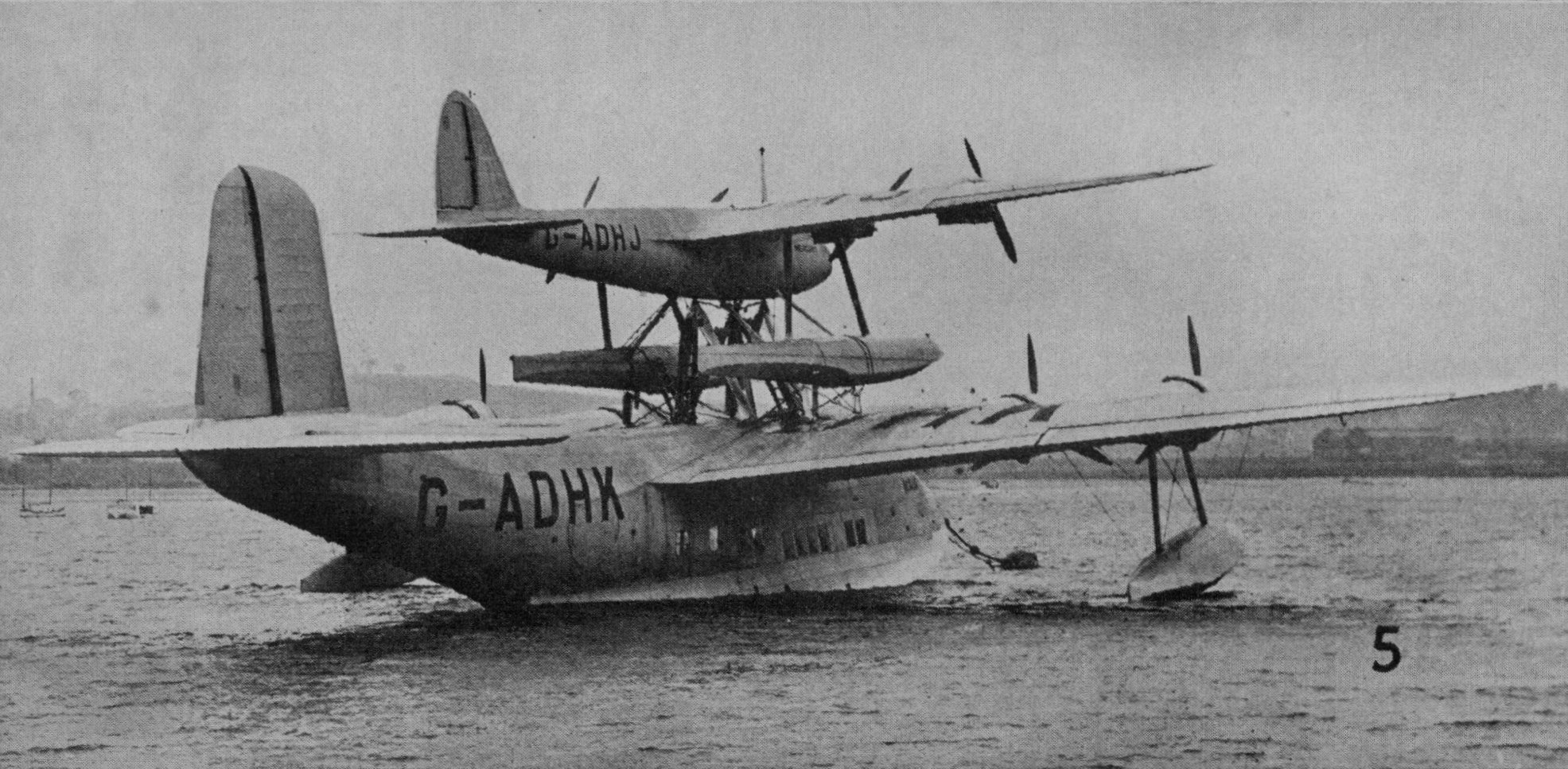
Justo antes del primer vuelo transatlántico, agosto de 1938.

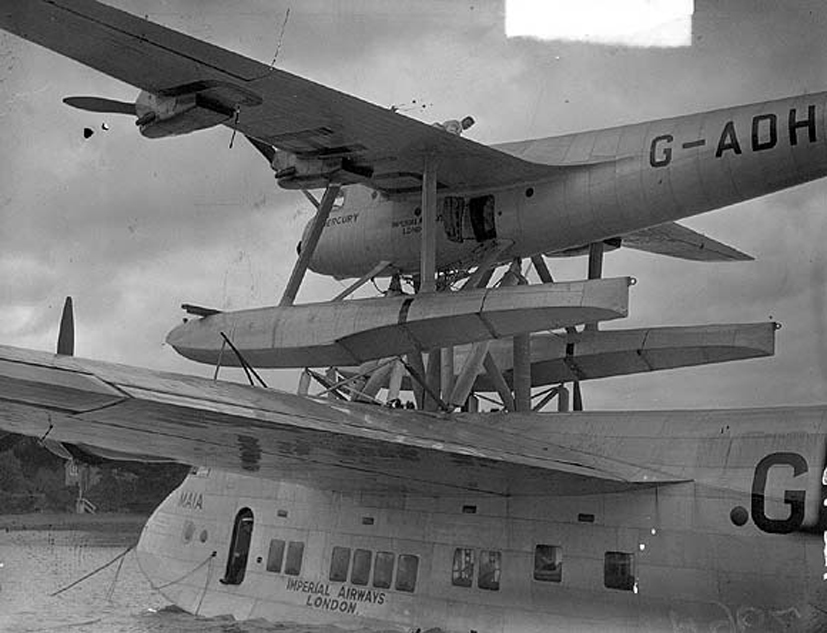
La pareja en Irlanda.

La primera separación exitosa en vuelo se llevó a cabo desde la fábrica de Shorts en Borstal, cerca de Rochester, Medway, el 6 de febrero de 1938, el Maia estaba pilotado por Parker y el Mercury por Harold Piper. Tras nuevas pruebas exitosas, el primer vuelo transatlántico se realizó el 21 de julio de 1938 desde Foynes, en el estuario del Shannon, costa occidental de Irlanda, hasta Boucherville, cerca de Montreal, Quebec, Canadá, un vuelo de 4720 km. El Maia, pilotado por el capitán A.S. Wilcockson, despegó desde Southampton llevando al Mercury pilotado por el capitán Don Bennett. Además del Mercury, el avión de lanzamiento Maia también transportaba a 10 pasajeros y equipaje. El Mercury se separó de su transporte a las 8 p. m. para continuar en lo que se convertiría en el primer vuelo transatlántico comercial sin escalas de este a oeste realizado por una máquina más pesada que el aire. Este viaje inicial duró 20 h 21 min, a una velocidad promedio de 232 km/h.
El compuesto Maia-Mercury continuó utilizándose por Imperial Airways, incluyendo que el Mercury volase a Alejandría, Egipto, en diciembre de 1938. Después de unas modificaciones para ampliar el alcance del Mercury, este estableció un vuelo récord para un hidroavión de 9728 km, desde Dundee en Escocia hasta Alexander Bay, en Sudáfrica, entre el 6 y el 8 de octubre de 1938.
Sólo se construyó un ejemplar del compuesto Short-Mayo, el S.21 Maia con matrícula G-ADHK y el S.20 Mercury G-ADHJ . El desarrollo de un hidrocanoa Empire más potente y de mayor alcance (el Short S.26), el aumento de los pesos totales permitidos con la "C-Class" estándar, el mayor desarrollo del repostaje en vuelo y la irrupción de la Segunda Guerra Mundial hicieron que este enfoque quedara obsoleto. El Maia resultó destruido en el puerto de Poole por bombarderos alemanes el 11 de mayo de 1941. El Mercury fue volado hasta Felixstowe para ser utilizado por el 320 (Netherlands) Squadron RAF, una unidad de la Real Fuerza Aérea formada por personal del Real Servicio Aéreo Naval de los Países Bajos. Este escuadrón tenía su base en ese momento en RAF Pembroke Dock. Cuando este escuadrón fue reequipado con Lockheed Hudson, el Mercury fue devuelto a Shorts en Rochester el 9 de agosto de 1941 y desguazado para que su aluminio pudiera reciclarse y usarse en el esfuerzo bélico.

### Legado
En el Tay Embankment, cerca del RRS Discovery, hay una placa de bronce adherida al malecón. Esta conmemora el récord mundial de vuelo de larga distancia en hidroavión, en un lugar donde se ven la ría y las colinas detrás de las aguas del despegue. La placa muestra en relieve los dos aviones aún unidos pero alcanzando la altitud a la que se habrían separado. La placa también contiene texto que incluye: ″Conmemoración del vuelo en 1938 del Capitán Bennett desde el estuario del Tay hasta el África del Suroeste... El récord mundial de vuelo de larga distancia en hidroavión lo logró el avión "Mercury", el componente superior del Short Mayo... Los dos aviones experimentales... fueron construidos por Short Brothers para Imperial Airways y diseñados para transportar correo a largas distancias sin repostar combustible... Este homenaje al vuelo épico del Capitán D.C.T. Bennett y el Primer Oficial Ian Harvey fue presentado por la esposa del Capitán Bennett, la Sra. Ly Bennett, y Lord Provost Mervyn Rollo el 4 de octubre de 1997″.
El concepto también tuvo un legado inusual, ya que, en 1976, la NASA necesitaba transportar el transbordador espacial entre el Centro espacial Kennedy y la Base de Edwards de la Fuerza Aérea entre cada misión, y hacer que la nave despegara para realizar pruebas de planeo. Un ingeniero de la NASA se acordó del Mayo Composite y, en consecuencia, la NASA modificó un Boeing 747 de segunda mano como avión de transporte.

## Operadores
Reino Unido
- Imperial Airways
- Real Fuerza Aérea

## Especificaciones (S.20 Mercury)
Referencia datos: Barnes

### Características generales
- Tripulación: Dos (piloto y navegador/radio operador)
- Capacidad: 450 kg de correo[14]
- Longitud: 15,5 m (51 ft)
- Envergadura: 22,3 m (73 ft)
- Altura: 6,2 m (20,2 ft) [15]
- Superficie alar: 56,8 m² (611,4 ft²)
- Peso vacío: 4610 kg (10 160,4 lb)
- Peso cargado: 7031 kg (15 496,3 lb)
- Planta motriz: 4× motor lineal en H de 16 cilindros refrigerado por aire Napier Rapier VI.
  - Potencia: 272 kW (375 HP; 370 CV) cada uno.
- Hélices: Bipala
- Peso en lanzamiento compuesto:

  - 9430 kg (peso en lanzamiento compuesto normal)
  - 12 160 kg (peso en lanzamiento compuesto récord, vuelo a Ciudad del Cabo)

### Rendimiento
- Velocidad máxima operativa (Vno): 341 km/h (212 MPH; 184 kt)
- Velocidad crucero (Vc): 314 km/h (195 MPH; 170 kt)
- Alcance: 6300 km (3402 nmi; 3915 mi)
- Carga alar: 164 kg/m² (33,6 lb/ft²) [5]
- Alcance extendido: 9820 km (vuelo a Ciudad del Cabo)

## Especificaciones (S.21 Maia)
Referencia datos: Barnes

### Características generales
- Tripulación: Tres
- Capacidad: 18 pasajeros
- Longitud: 25,9 m (84,9 ft)
- Envergadura: 34,8 m (114 ft)
- Altura: 9,9 m (32,6 ft) [15]
- Superficie alar: 163 m² (1754,6 ft²)
- Peso vacío: 11 224 kg (24 737,7 lb)
- Peso cargado: 12 565 kg (27 693,3 lb) (límite de peso en lanzamiento compuesto)
- Peso máximo al despegue: 17 237 kg (37 990,3 lb)
- Planta motriz: 4× motor radial de 9 cilindros refrigerado por aire Bristol Pegasus XC.
  - Potencia: 685 kW (944 HP; 931 CV) cada uno.
- Hélices: Tripala

### Rendimiento
- Velocidad máxima operativa (Vno): 320 km/h (199 MPH; 173 kt)
- Alcance: 1370 km (740 nmi; 851 mi)
- Techo de vuelo: 6100 m (20 013 ft)

## Aeronaves relacionadas

### Desarrollos relacionados
- Short Empire
- Short S.26

### Aeronaves similares
- Felixstowe Porte Baby

### Secuencias de designación
- Secuencia S._ (interna de Short, posterior a 1921): ← L.17 - S.18 - S.19 - S.20 - S.21 - S.22 - S.23 - S.24 →